# Zhimin Qian
Zhimin Qian, également connue sous le nom de Yadi Zhang, est une citoyenne chinoise née le 4 septembre 1978. Elle est accusée par les justices anglaise et chinoise d'escroquerie ainsi que de blanchiment d'argent. Elle aurait volé l'équivalent de cinq milliards de livres Sterling en Bitcoin à des investisseurs chinois entre 2014 et 2017.

## Tianjin Lantian Gerui Electronic Technology
Tianjin Lantian Gerui Electronic Technology est la société créée par Qian en mars 2014. Elle y vend des produits d'investissement en promettant aux actionnaires que leurs gains vont être triplés par rapport à la somme investie. Peu après la création de l'entreprise, la fondatrice en confie la responsabilité légale à son employé Jingtao Ren. Après trois années d'existance de la société et 130 000 investisseurs arnaqués, la police chinoise commence à enquêter sur cette affaire. Elle s'enfuit alors de son pays natal vers le Royaume-Uni avec son ordinateur contenant l'équivalent de plusieurs millards de dollars en Bitcoin dans un portefeuille numérique . Ren, ainsi que 49 autres suspects, seront par la suite inquiétés par la justice chinoise dans le cadre de l'affaire de l'arnaque de la Tianjin Lantian Gerui Electronic Technology.

## Fuite et vie au Royaume-Uni
Pour fuir la Chine, elle utilise un faux passeport birman. Ensuite, elle se rend au Laos et, avec l'aide d'une concitoyenne prénommée Yadi Zhang, elle obtient un passeport chrsitophien au nom de cette dernière. Elle part ensuite pour Londres, où elle loue une villa dans le quartier de Hampstead. Sitôt son installation dans la capitale anglaise terminée, elle recrute une domestique, Jian Wen, une anglo-chinoise travaillant dans un restaurant chinois situé à Leeds jusqu'alors. Son employeuse l'utilisait comme "façade" pour ses activités criminelles, Qian restant au lit 20 heures par jour, prétextant un mal-être physique survenu à la suite d'un accident de voiture. Les trois prochaines années, la domestique convertit l'argent volé aux investisseurs chinois en cash, bijoux et en immobilier.
La police effectue une première fouille dans la maison de Hampstead en octobre 2018 à la suite de tentatives suspicieuses d'achat de villas de luxe par Wen, saisissant le passeport de Qian ainsi que son ordinateur. Ce dernier contenait 61 000 Bitcoin dans un portefeuille virtuel, valant plus de trois milliards de livres Sterling , mais ils ne feront cette découverte qu'en 2021. En juillet de la même année, la police saisit tout le portefeuille numérique de la femme. Son avocat condamne cet acte, déclarant que sa cliente a le droit de disposer de sa cryptomonnaie comme elle le souhaite, comme le prévoit la Déclaration des droits de l'Homme. Les enquêteurs ont tenté en vain de l'interroger, mais celle-ci a disparu en octobre 2020, fuyant plus que probablement le Royaume-Uni.

## Conséquences
Après près de quatre ans de cavale, en mai 2024, la police britannique arreste Zhimin Qian. Elle a été reconnue coupable d'escroquerie ainsi que de blanchiment d'argent et condamnée à 6 ans de prison. Cependant, il resterait plus de 23 000 Bitcoin qu'elle a escroqué en circulation, valant plus d'un milliard de livres Sterling.

## Biographie
Peu de choses de sa vie antérieure à la création de son entreprise sont connues, cependant les enquêteurs ont retrouvé son journal intime entamé en 2018 à son domicile de Hampstead, dans lequel elle exprimait son désir d'être reconnue comme une "déesse réincarnée" par le Dalai Lama. Elle rêvait également de régner sur le Liberland, une micronation auto-proclamée située à la frontière entre la Serbie et la Croatie.[réf. nécessaire]